# Église du Christ-Sauveur de Mykolaïv
L'église du Christ-Sauveur (en russe : церковь Христа Спасителя, en allemand : Erlöserkirche) est une église luthérienne de Mykolaïv et un monument architectural d'importance nationale. Elle dépendait de l'Église évangélique-luthérienne allemande d'Ukraine avant de s'en séparer au début du XXIe siècle. 
Elle se situe au 12 de la rue Admiralskaïa (à l'intersection avec la rue Faleïevskaïa). Les services en russe ont lieu le dimanche à partir de 10 heures.

## Histoire

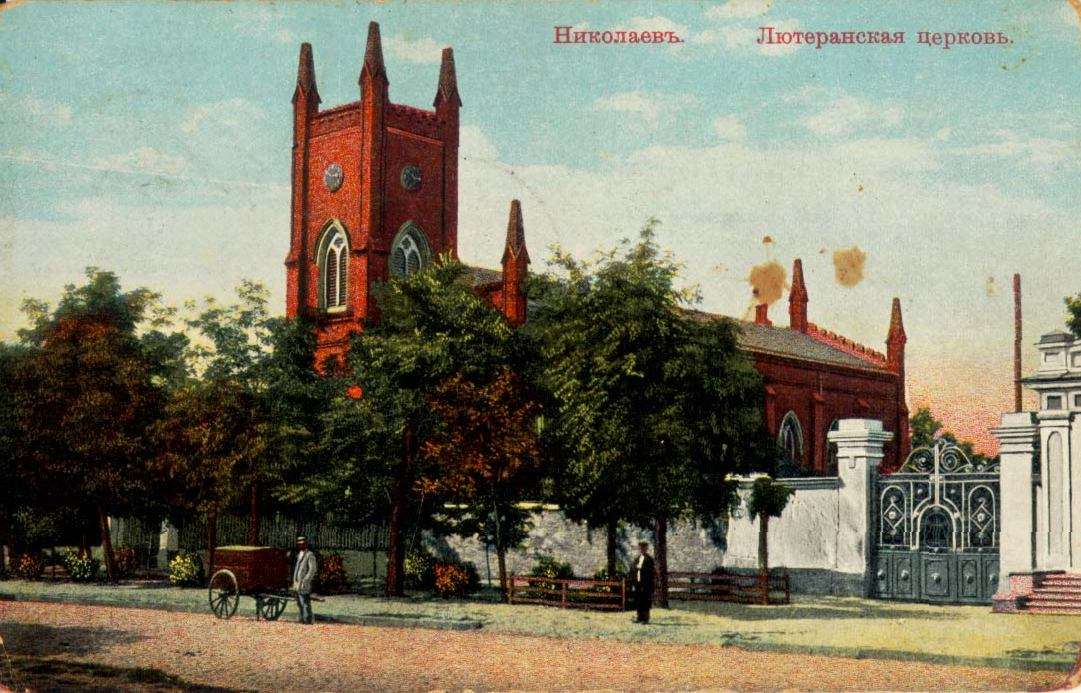
Église luthérienne, fin du XIXe siècle.

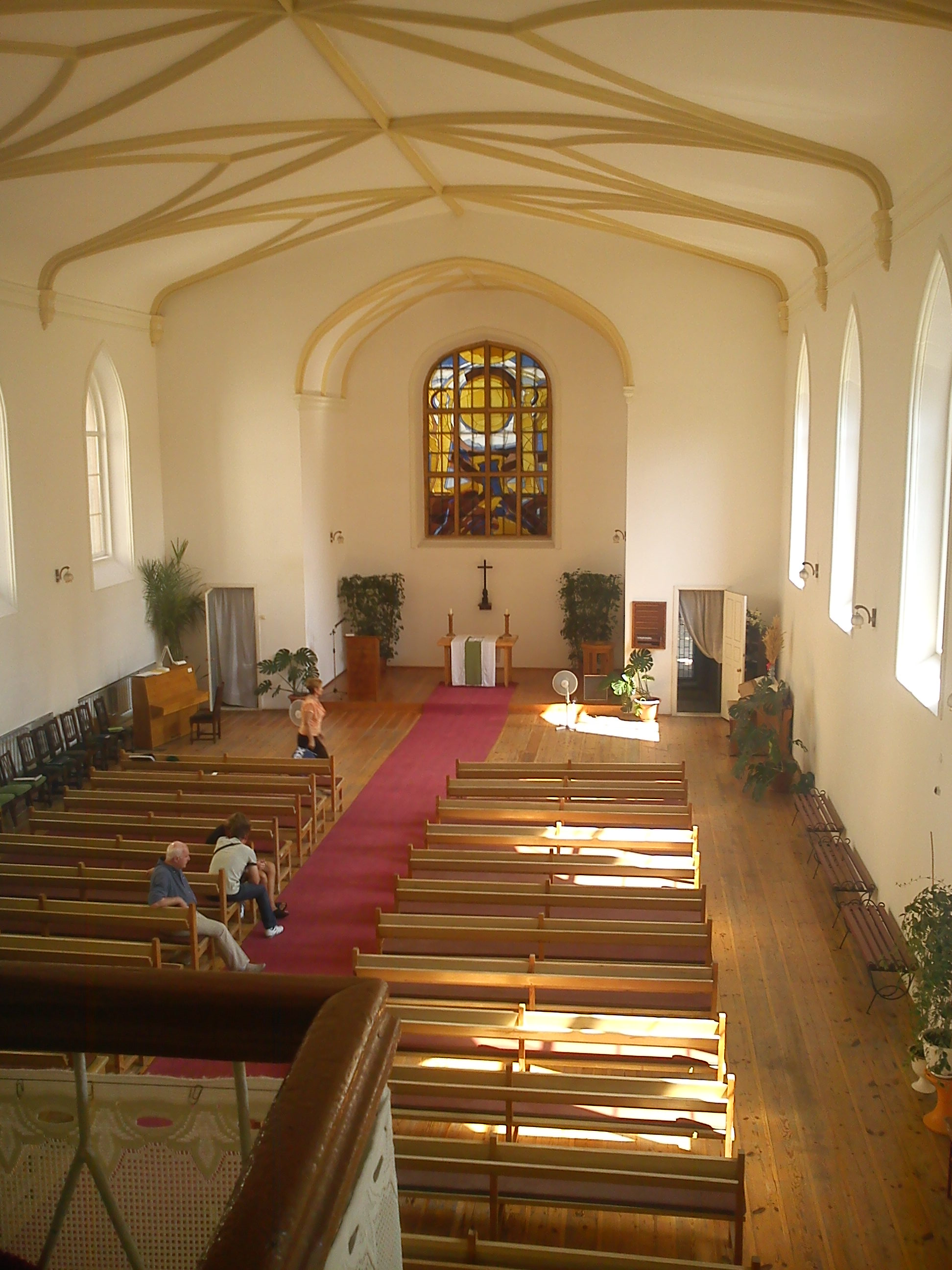
Intérieur de l'église.

La paroisse luthérienne de Nikolaïev tire son origine dans les marins et officiers Allemands de la Baltique au service de la flotte russe de la mer Noire. L'un des fondateurs de la communauté luthérienne de Nikolaïev était le gouverneur militaire de Nikolaïev, l'amiral Greig. En 1830, la communauté reçoit son premier prédicateur divisionnaire (Divisionsprediger). Le premier pasteur luthérien est Johann Doll. En 1848, la construction du bâtiment de l'église commence selon le plan de l'architecte anglais Charles Ackroyd. La consécration du temple a lieu le 12 octobre 1852. En 1870, la communauté luthérienne compte 1 800 fidèles. Au XIXe siècle, ces luthériens sont influencés par les chtoundistes, fait signalé au bureau épiscopal par le pasteur local. En 1931, la communauté luthérienne est dissoute par les autorités communistes.
La période de l'URSS s'est également avérée difficile pour l'église et ses paroissiens : les luthériens ont été persécutés et en 1931 l'église a été fermée, tous les objets de valeur ont été confisqués et le bâtiment lui-même est attribué au Club Dynamo. Par la suite, une salle de sport est ouverte dans l'église.
En 1992, des habitants d'origine allemande redonnent naissance à la communauté luthérienne locale. La plupart des paroissiens sont membres de la société nationale-culturelle allemande Wiedergeburt (Renaissance). Initialement, l'orientation spirituelle était fournie à partir d'Odessa, siège de l'Église évangélique-luthérienne allemande d'Ukraine, avec la paroisse Saint-Paul. Le premier mentor spirituel permanent de la communauté est Alexander Sonne, qui, en raison de désaccords avec l'administration de l'église, a été démis de la gestion de la paroisse. En 1998, l'artiste allemand Hubert Distler crée, dans le chœur, au dessus de l'autel, un vitrail sur le thème de la Résurrection.